# Fuero parlamentario
El fuero parlamentario, inmunidad parlamentaria o inmunidad legislativa es prerrogativa de los miembros de un cuerpo legislativo que les concede inmunidad parcial de enjuiciamiento, salvo en los casos que determine la Constitución. Antes de enjuiciar, es necesario que se elimine la inmunidad, generalmente por un tribunal específico o por la cámara legislativa a que pertenecen. Esto reduce la posibilidad de presionar a un miembro del parlamento para cambiar su voto por temor a ser enjuiciado, o de condenar a un legislador electo a la pérdida de su cargo en detrimento de los ciudadanos a quienes representa.
En el sistema Westminster, un mecanismo similar se denomina privilegio parlamentario. Sin embargo, a diferencia del fuero, los parlamentarios no tienen inmunidad de enjuiciamiento penal. Esta falta de inmunidad penal se deriva del principio clave de la Constitución británica de que todos son iguales ante la ley.

## Origen del fuero parlamentario
El fuero parlamentario tiene su origen en la separación de poderes el legislativo, ejecutivo y judicial y la búsqueda de la independencia del poder legislativo con respecto al ejecutivo, sobre todo en el caso de las monarquías parlamentarias.
En un comienzo, no dejaba de ser habitual que cuando un parlamentario se oponía a los deseos del rey, este buscase excusas para, utilizando el poder ejecutivo, acusarle de algún delito y buscase apartarle de la vida pública. Como forma de evitar estas injerencias, se establecieron medidas que impedían que pudiese ser encausado ningún parlamentario si previamente el propio Parlamento no daba su visto bueno y que, en el caso de ser encausado, estuviese sometido a algún orden jurisdiccional específico (normalmente el Tribunal de mayor jerarquía).

## Regulaciones nacionales

### Argentina
La Constitución de la Nación Argentina establece los fueros parlamentarios en sus artículos 68 a 70. El primero establece que los legisladores no pueden ser acusados en forma judicial por las actividades propias de su mandato como legisladores, incluyendo las opiniones o discursos que pudieran formular. El 69 establece que no pueden ser detenidos, excepto en la eventualidad de ser sorprendidos in fraganti (en el lugar del hecho) cometiendo un delito. El artículo 70 establece que, en caso de presentarse querellas ante la justicia contra un legislador, el voto de los dos tercios de su cámara puede retirarle los fueros y ponerlo a disposición de la justicia. El llamado “desafuero” está regulado por Ley de Fueros N.º 25.320.
La doctrina y jurisprudencia reconocen que La Constitución Nacional establece dos inmunidades: la inmunidad de opinión (art. 68) y la inmunidad de arresto (art. 69). 
Inmunidad de opinión: La Corte Suprema de Justicia de la Nación resolvió en el caso “Eduardo Varela Cid”, de 1992, las opiniones o discursos “en el desempeño de la función de legislador no pueden ser enjuiciados ante los tribunales de justicia y sólo pueden ser pasibles de las sanciones por abuso o desorden de conductas previstas en el art. 58 de la Constitución Nacional” (hoy art. 66), (El Derecho 150.323).
Inmunidad de arresto: es unánime la opinión de que la inmunidad de arresto no consagra una exención de proceso penal. Así, en el caso “Nicasio Oroño” (Fallos 14:223) la Corte Suprema resolvió que la justicia penal puede iniciar el sumario para averiguar la verdad de los hechos, ya que la inmunidad de arresto sólo le priva de potestad para detener al legislador.

### Brasil
La constitución brasileña de 1988 otorga inmunidad parlamentaria a los miembros tanto de la Cámara de Diputados como del Senado. A diferencia de otros países, la inmunidad parlamentaria brasileña también se extiende a los crímenes cometidos fuera de las funciones oficiales de un parlamentario (asesinato, robo, etc.). Esto no se aplica a los crímenes cometidos antes de que el diputado asuma el cargo. Los miembros del parlamento pueden ser arrestados solo por crímenes si son capturados en el momento del acto criminal en flagrante por un crimen sin posibilidad de fianza. Estas detenciones pueden ser anuladas por una votación de pie de la cámara parlamentaria particular a la que pertenece el parlamentario.
Los procedimientos penales pueden ser suspendidos por delitos cometidos solo después de que un parlamentario comience su mandato, y las solicitudes de suspensión deben ser aprobadas por la mayoría de los miembros del Parlamento. Los miembros del Congreso Nacional, así como otros políticos de alto nivel son procesados y juzgados exclusivamente por la Corte Suprema, en contraposición a los tribunales inferiores.
A partir de 2007, ningún político brasileño ha sido condenado por el Tribunal Supremo Federal por ningún delito desde que se instituyó la inmunidad parlamentaria en 1988.
Después del escándalo de Mensalão en 2005, el Tribunal Supremo Federal sorprendió a muchos cuando el 24 de agosto de 2007 aceptó las acusaciones de 40 personas, la mayoría exdiputados federales.

### Chile
La Constitución de este país establece que los diputados y senadores son inviolables por las declaraciones hechas durante las sesiones de sala o comisión (art. 61 inc. 1°). Asimismo, señala que solo puede acusarse penalmente o privar de libertad a un parlamentario previa declaración de la Corte de Apelaciones del lugar del delito de que procede formar causa en contra del aforado, salvo en el caso de delito flagrante, en el que puede detenerse para el solo efecto de ser llevado a la misma corte (art. 61 inc. 2° y 3°). La declaración de aceptarse la formación de causa provoca la suspensión del parlamentario de sus funciones (art. 61 inc. final). El procedimiento, llamado de desafuero, se contiene en los arts. 416 a 422 del Código Procesal Penal.

### Costa Rica
En Costa Rica, el Diputado no es responsable por las opiniones que emita en la Asamblea Legislativa. Durante las sesiones parlamentarias no puede ser arrestado por causa civil, salvo autorización de la propia Asamblea Legislativa o que el diputado lo consienta. Desde que sea declarado electo propietario o suplente, hasta que termine su período legal, no podrá ser privado de su libertad por motivo penal, sino cuando previamente haya sido suspendido por la Asamblea. Esta inmunidad parlamentaria no surte efecto en el caso de flagrante delito, o cuando el diputado la renuncia. Sin embargo, el diputado que haya sido detenido por flagrante delito, será puesto en libertad si la Asamblea lo ordenare. Tiene similitud con el llamado privilegio parlamentario del Sistema Westminster de Inglaterra.

### Estados Unidos
El propósito previsto es evitar que un presidente u otros funcionarios del poder ejecutivo tengan miembros del Congreso arrestados con el pretexto de impedir que voten de determinada manera o de lo contrario tomar medidas con las que el presidente pueda estar en desacuerdo. Una cláusula similar en muchas constituciones estatales protege a los miembros de las legislaturas estatales en los Estados Unidos.

Los Senadores y Representantes recibirán una remuneración por sus servicios, que se determinará por Ley y se pagará del Tesoro de los Estados Unidos. En todos los casos, exceptuando los de traición, delito grave y perturbación del orden público, tendrán el privilegio de no ser arrestados durante el tiempo que asistan a las sesiones de sus respectivas Cámaras, así como al ir a ellas o regresar de las mismas, y no podrán ser objeto en ningún otro sitio de inquisición alguna con motivo de cualquier discusión o debate en una de las Cámaras.
Artículo I, Sección 6, Cláusula 1 de la Constitución de los Estados Unidos

### España
En España el Rey y la Reina en ejercicio (y también el monarca anterior y su esposa, tras su abdicación), su familia directa y los Diputados y Senadores, ya sean del Parlamento nacional o de alguno de los Parlamentos autonómicos, gozan de fuero propio según la Constitución. Este fuero propio se plasma en las siguientes prerrogativas parlamentarias:
- Inviolabilidad: El parlamentario no podrá ser perseguido judicialmente por las opiniones emitidas en el ejercicio de su cargo (artículo 71.1 de la Constitución Española de 1978).
- Inmunidad: Los Diputados y Senadores solo podrán ser detenidos en caso de flagrante delito, y es necesario solicitar la autorización del Parlamento para poder ser inculpados o procesados (artículo 71.2 de la Constitución Española de 1978). Esta autorización la solicita el Tribunal Supremo a la Cámara correspondiente, a través del Suplicatorio a las Cortes en España.
- Fuero específico: Los parlamentarios solo pueden ser juzgados en el Tribunal Supremo.[11] Se ha criticado en ocasiones que esto puede vulnerar el derecho de apelación en segunda instancia.

Actualmente en España existen más de 10.000 aforados, siendo solo una quinta de ellos personas relacionadas con la política. Recientemente se informó de que el número de aforados asciende a 17.600, entre políticos, jueces, fiscales y miembros de distintas instituciones.

### Guatemala
La Constitución Política de la República en su artículo 161, establece que los diputados gozan de inmunidad personal (o derecho de antejuicio) e irresponsabilidad por su opinión, por su iniciativa y por la manera de tratar negocios públicos en el desempeño de su cargo. Solo puede ser separado de su cargo por la Corte Suprema de Justicia si ha lugar a la formación de la causa pero si es delito flagrante son inmediatamente puestos a disposición de la Junta Directiva o Comisión Permanente del Congreso de la República por la Policía Nacional Civil.

### Italia
La Constitución, en su artículo 68, establece inmunidad material (Diputados y Senadores son inviolables, civil y penal, para cualquiera de sus opiniones, palabras y votos) e inmunidad formal (Diputados y Senadores no podrán ser detenidos, salvo en el acto de crimen).

### Uruguay
La Constitución de la República Oriental del Uruguay establece los fueros parlamentarios en los artículos 112, 113, 114 y 115.

### Perú
La Constitución política en su artículo 93.º menciona que los congresistas no pueden ser procesados ni presos sin previa autorización del Congreso o de la Comisión Permanente, desde que son elegidos hasta un mes después de haber cesado en sus funciones, excepto por delito flagrante, caso en el cual son puestos a disposición del Congreso o de la Comisión Permanente dentro de las veinticuatro horas, a fin de que se autorice o no la privación de la libertad y el enjuiciamiento.

### Venezuela
La Constitución de la República Bolivariana de Venezuela, en su Artículo 200, establece que todos los diputados de la Asamblea Nacional de Venezuela gozan de inmunidad parlamentaria desde su proclamación hasta el fin de su periodo o la renuncia del diputado a su cargo. En caso de cometer un crimen, el Tribunal Supremo de Justicia de Venezuela es el único ente encargado de llevar a cabo un enjuiciamiento o detención de un diputado, con previa autorización de la Asamblea Nacional de Venezuela. Si los diputados cometen un delito flagrante, serán detenidos en su residencia y se le será comunicado al Tribunal Supremo de Justicia de Venezuela para proseguir con su enjuiciamiento. También si algún funcionario público viola esta inmunidad, será castigado penalmente.

### México
La Constitución Política de los Estados Unidos Mexicanos le ofrece fueros parlamentarios a todos los funcionarios federales de la República incluyendo pero no limitándose a; diputados y senadores del Congreso de la Unión, ministros de la Suprema Corte de Justicia de la Nación, magistrados de la Sala Superior del Tribunal Electoral, Los diputados de la Asamblea del Distrito Federal, El Jefe de Gobierno del Distrito Electoral y hasta antes de su eliminación el 19 de febrero del 2021 El Presidente de la República. De acuerdo a los artículos 108 y 111 de la Constitución.
Sin embargo también deja abierto a los miembros de la unión, la libertad de fungir en lo estatal de acuerdo al último párrafo del artículo 108, y del artículo 109. Siendo este el caso del estado de Jalisco el cual eliminó el fuero parlamentario a todos los funcionarios públicos del estado el 14 de julio del 2016. Siendo este restituido parcialmente a los funcionarios judiciales como los jueces,magistrados, y consejeros de la judicatura el 24 de septiembre de 2019 gracias a un fallo de La Suprema Corte de Justicia de la Nación.